# Sainte-Cécile (Vendée)
Sainte-Cécile is een gemeente in het Franse departement Vendée (regio Pays de la Loire) en telt 1393 inwoners (2005). De plaats maakt deel uit van het arrondissement La Roche-sur-Yon.

## Geografie
De oppervlakte van Sainte-Cécile bedraagt 32,8 km², de bevolkingsdichtheid is 42,5 inwoners per km².
De onderstaande kaart toont de ligging van Sainte-Cécile (Vendée) met de belangrijkste infrastructuur en aangrenzende gemeenten.

## Demografie
Onderstaande figuur toont het verloop van het inwonertal (bron: INSEE-tellingen).

1. ↑  Populations de référence 2022.